# 2023年10月

## 10月2日
- mRNA疫苗发明人考里科·卡塔林和德鲁·韦斯曼获得诺贝尔生理学或医学奖。[1]
- 连接印尼首都雅加达与西爪哇省首府万隆的印尼高速铁路正式开通运营[2]。

## 10月3日
- 泰國首都曼谷的大型购物中心暹罗百丽宫發生槍擊案，造成3人死亡、5人受傷，其中死者為一名30歲中國遊客、一名緬甸工人，傷者為1名中國公民、1名寮國公民、3名泰國公民。一名14歲疑犯隨後被捕[3][4][5]。
- 阿秒激光脉冲实验（英语：Attosecond physics）的开拓者皮埃尔·阿戈斯蒂尼、费伦茨·克劳斯、安妮·吕利耶获得诺贝尔物理学奖[6]。
- 美国众议院以216票赞成、210票反对，决定罢免凱文·麥卡錫众议院议长职务[7]。
- 意大利威尼斯梅斯特雷一辆载有40人的旅游大巴从A4高速公路高架桥上坠毁，造成21人死亡、18人受伤[8]。

## 10月4日
- 對開發與合成量子點做出重大貢獻的蒙吉·巴文迪、路易斯·布鲁斯和阿列克谢·埃基莫夫獲得诺贝尔化学奖。[9]
- 2030年国际足联世界杯将在摩洛哥、葡萄牙和西班牙举办，同时将在乌拉圭、阿根廷和巴拉圭举行三场比赛[10]。

## 10月5日
- 挪威作家约恩·福瑟获得诺贝尔文学奖[11]。
- 日本福島第一核電站開始第二輪核廢水排海計劃[12]。
- 叙利亚霍姆斯军事学院在举行毕业典礼时发生无人机袭击事件，造成125人死亡、277人受伤[13]。

## 10月6日
- 在狱中的伊朗人权运动者纳尔吉斯·穆罕默迪获得诺贝尔和平奖[14]。

## 10月7日
- 為回應以色列強行佔據阿克薩清真寺，巴勒斯坦武裝組織哈馬斯由加沙地帶發動代號阿克薩洪水的軍事行動，發射逾5,000枚火箭彈襲擊以色列並派員進入其南部領土。以色列國防軍隨後向對方空襲予以還擊，並發出「戰爭狀態警報」[15][16][17][18]。
- 在卡塔尔大奖赛冲刺赛获得亚军后，卫冕的紅牛車隊荷兰車手提前五轮夺得2023年世界一级方程式锦标赛车手总冠军。[19]
- 阿富汗赫拉特省发生6.2级地震，至少造成2,445人死亡、超過2,000人受伤[20][21]。

## 10月8日
- 2022年亚洲运动会闭幕，东道主中国代表团获得最多面金牌。[22]
- 肯尼亚运动员凱爾文·基普圖姆在芝加哥马拉松中以2小时35秒的成绩创下世界纪录。[23]
- 美国国家男子排球队夺得2023年男子排球世界杯冠军。[24]

## 10月9日
- 台灣首枚自主研製的氣象衛星獵風者衛星在法屬圭亞那圭亞那航天中心發射升空。[25]
- 研究经济史与劳动经济学的经济学家克劳迪娅·戈尔丁获诺贝尔经济学奖。[26]

## 10月12日
- 以色列總理本傑明·納坦雅胡為因應2023年10月加沙—以色列衝突，與各黨共組了戰時內閣。[27]
- 安倍晉三遇刺案發生約1年3個月後，日本文部科學省經歷約一年的搜證和調查，決定入稟東京地區法院，申請剝奪日本統一教的宗教法人資格。[28]
- 國際奧林匹克委員會發出聲明，因俄羅斯奧林匹克委員會單方面將原本屬烏克蘭管轄的4個地區，頓涅茨克州、盧甘斯克州、赫爾松州和扎波羅熱州的體育管理機構，納入成為自己的成員，因此國際奧委會宣佈暫停俄羅斯奧委會的會員資格，即時生效。[29]

## 10月13日
- 在英国竞争与市场管理局正式批准下，微软以687亿美元的价格完成对动视暴雪的收购（英语：Acquisition of Activision Blizzard by Microsoft）。[30]
- 用以探测富金属型小行星灵神星的靈神星軌道器从美国肯尼迪航天中心发射升空，预计2029年抵达灵神星，展开探测任务。[31]

## 10月14日
- 美洲大部分地区可目击日食。[32]
- 新西兰举行大选，克里斯托弗·盧克森领导的国家党击败工党赢得最多席次。[33][34]
- 澳大利亚就设立“原住民和托雷斯海峡岛民之声（英语：Indigenous Voice to Parliament）”的议会机构举行全民公投，超过六成人反对，未获得通过。[35]

## 10月15日
- 由前波兰总理唐納德·圖斯克率领的在野党公民纲领在2023年波兰议会选举中取得众议院多数席位，但未能取得绝对多数席位。[36]
- 丹尼尔·诺沃亚在2023年厄瓜多尔大选次轮选举中当选新一任厄瓜多尔总统，以35岁之龄成为厄瓜多尔有史以来最年轻的一位总统。[37]

## 10月16日
- 國際奧林匹克委員會召開第141次全會，會上落實2028年洛杉磯奧運會增加壁球、棒壘球、棍網球、奪旗式美式足球及板球五個比賽項目。[38]
- 比利時布魯塞爾市中心於當日晚間發生槍擊案，受害者為三名瑞典人，包括兩位罹難者與一位傷者，警方正在調查此事件是否為與伊斯蘭國有關的恐怖攻擊事件[39]。
- 加拿大CP-140「極光號」（英语：Lockheed CP-140 Aurora）海上巡邏機在中國海岸附近的國際空域逾八小時執行聯合國安理會對北韓制裁的「霓虹行動」任務，阻止非法船隻向北韓運輸石油，期間多架中國解放軍戰機對加拿大軍機危險攔截，一度迫近距離不到5公尺，還在加機前方發射照明彈。 加拿大國防部長比爾·布萊爾（英语：Bill Blair (politician)）表示此舉非常魯莽、不專業並且具高度危險性。中國外交部發言人毛寧在例行記者會上回應稱加方軍機進入赤尾嶼領空是嚴重侵犯中國主權，中方行動為依法依規處置。[40][41][42][43]

## 10月17日
- 位于加沙地带加沙市的阿赫利阿拉伯医院发生爆炸，超过五百人死亡。[44][45]

## 10月18日
- 美国国会老楼被声援巴勒斯坦人的犹太静坐抗议者占领后，逾三百名抗议群众被国会警逮捕。[46]

## 10月19日
- 歐洲議會宣布將2023年獎授予已故的玛莎·阿米尼及女性、生命、自由運動的參與者。[47]

## 10月22日
- 瑞士人民黨在2023年瑞士聯邦選舉中取得国民院最多席位，中间党取得联邦院最多席位[48]
- 塞尔吉奥·马萨和哈維爾·米萊在2023年阿根廷大選中進入第二輪投票。[49]

## 10月23日
- 巴西里約熱內盧Recreio dos Bandeirantes一個犯罪民兵組織的成員周一在市內縱火焚燒至少35輛巴士及旅遊巴、4輛貨車、一列火車，導致該市交通局部癱瘓。[50]

## 10月24日
- 中華人民共和國第十四屆全國人大常委會免去中國人民解放軍上將李尚福的國務委員、國防部長、國家軍委委員等職務，同時免去原外交部長秦剛的國務委員職務[51]。
- 國際原子能機構調查團抵達日本，開始調查日方是否遵循國際安全標準排放福島核廢水。[52]
- 冰島爆發自1975年（英语：1975 Icelandic women's strike）以來的第二次全國女性大罷工，也是冰島史上第7次女性大罷工活動。是日發起的「女性休假日」（Women’s Day Off）旨在促使當地社會關注性别薪酬差距及針對女性的暴力行為[53]，估計有7至10萬人參與這次運動，成為雷克雅維克歷史以來最大規模的政治集會；冰島總理卡特琳·雅各布斯多蒂爾加入這場運動，尋求達致在2030年實現國家內的「完全性別平等」[54][55]。

## 10月25日
- 迈克·约翰逊在2023年10月美國眾議院議長選舉中当选新一任议长[56]。
- 美国缅因州刘易斯顿多地发生群体枪击案，18人遇害，13人受伤，枪手在逃亡两天后举枪自杀[57][58]。

## 10月26日
- 中国神舟十七号载人飞船于11时14分搭载长征二号F遥十七运载火箭，在甘肃省酒泉卫星发射中心顺利发射升空[59]。
- 颶風奧蒂斯造成墨西哥近百人死亡或失蹤，目前已確認至少45人死亡、47人失蹤。[60][61][62]

## 10月27日
- 中国前国务院总理李克强因突发性心脏病，经抢救无效，于0时10分在上海逝世，享年68岁[63]。
- 緬甸民族民主同盟軍、德昂民族解放军、若开军等缅北武装组织向掸邦发动攻势，占领多个城镇及缅甸军政府前哨基地[64]。
- 美国迈阿密一家法院判处曾参与刺杀海地总统若弗内尔·莫伊兹的哥伦比亚军官终身监禁[65]。

## 10月28日
- 埃及一輛在開羅-亞歷山大沙漠公路上行駛的汽車漏油，導致多輛汽車相撞，引發大火，至少32人死63傷。[66][67]
- 安賽樂米塔爾哈薩克分公司旗下卡拉干達州一座礦場發生火災，造成46人死亡、18人失蹤。哈薩克總統托卡耶夫向罹難者家屬致哀，宣布29日為全國哀悼日，並下令停止與安賽樂米塔爾的合作，將會接管其在當地業務。[68][69][70]。
- 月偏食事件，也是2023年的最后一场天文现象。该月食也是自2010年代至2020年代以来的第二次食分小的偏食。下一次的月偏食则是发生在2024年9月18日。[71]

## 10月29日
- 七國集團貿易部長在日本大阪市召開會議結束時發表聯合聲明，反對「通過貿易進行經濟脅迫」的行為，譴責將經濟依賴當成武器的行為，不點名地向中國施壓，呼籲立刻撤銷對日本食物產品的進口禁令。中國駐日本大使館發言人回應未有正面接受。[72][73]
- 芬兰车手卡勒·罗万佩雷提前一站获得2023年世界拉力锦标赛（英语：2023 World Rally Championship）车手总冠军，丰田赢得车队总冠军。[74]

## 10月30日
- 迈阿密国际的阿根廷前鋒獲得其個人生涯第八座金球獎，女队的則首次在女子金球獎封后。[75]

## 10月31日
- 國際足聯宣佈2034年世界盃足球賽唯一申辦國沙烏地阿拉伯取得賽事主辦權。[76]